# Ul Shan
Ul Shan är en bergskedja i Kina. Den ligger i den autonoma regionen Inre Mongoliet, i den norra delen av landet, omkring 210 kilometer väster om regionhuvudstaden Hohhot.
Genomsnittlig årsnederbörd är 447 millimeter. Den regnigaste månaden är juli, med i genomsnitt 127 mm nederbörd, och den torraste är januari, med 2 mm nederbörd.